# Skalskie (Olkusz)
Skalskie – część miasta Olkusza (SIMC 0941926), w województwie małopolskim, w powiecie olkuskim. Do 1973 samodzielna wieś.
Leżą we wschodniej części miasta, między ulicami Jasną a Nowowiejską, wzdłuż lokalnej drogi na Rabsztyn. Od południa graniczy z kompleksem leśnym.
Skalskie stanowiło do 1949 roku część wsi Rabsztyn w gminie Rabsztyn w powiecie olkuskim, początkowo w województwie kieleckim, a od 18 sierpnia 1945 w  województwie krakowskim. 15 marca 1949 awansowało do statusu gromady, stanowiąc jedną z 14 gromad gminy Rabsztyn.
W związku z reformą znoszącą gminy jesienią 1954 roku, Skalskie weszło w skład gromady Rabsztyn.
1 stycznia 1973, w związku z kolejną reformą systemu podziału administracyjnego – znoszącą gromady, Skalskie włączono do Olkusza.